# ブラックバイトユニオン
ブラックバイトユニオン（英語: Blackbeit Union、略称：BU）は、日本の労働組合である。総合サポートユニオンのユニオン支部である。

## 概要
ブラックバイトによって、学生が脅かされることのない働き方ができるように、2014年（平成26年）8月1日に結成された。

## 活動内容
ブラックバイト被害に遭っている高校生・大学生からの労働相談とともに、ブラックバイト被害の調査・研究・情報発信や学生同士の労働法・雇用政策の学習の場づくりなどに取り組んでいる。 